# 2020년 하계 올림픽 오스트리아 선수단
2020년 하계 올림픽 오스트리아 선수단은 2021년 7월 23일부터 8월 8일까지 일본 도쿄에서 열린 2020년 하계 올림픽에 참가한 올림픽 오스트리아 선수단이다.
오스트리아는 2020년 도쿄 하계 올림픽에 출전했다. 원래 2020년 7월 24일부터 8월 9일까지 열릴 예정이었던 올림픽은 코로나19 범유행으로 인해 2021년 7월 23일부터 8월 8일로 연기됐다. 이번 하계 올림픽은 오스트리아의 28번째 출전이었다.
오스트리아는 7개의 메달을 획득했는데, 이는 단 1개의 동메달을 획득했던 2016년 결과에 비해 크게 향상된 것이다. 여자 도로 경주에서는 안나 키젠호퍼(Anna Kiesenhofer)가 2004년 이후 하계 올림픽에서 오스트리아 최초의 금메달을 획득했다.
승마 선수인 빅토리아 막스 테우러(Victoria Max-Theurer)는 자신의 말에 치아 문제가 있었기 때문에 올림픽에서 기권했다.

## 출전 선수
| 종목           | 남자 | 여자 | 전체 |
| -------------- | ---- | ---- | ---- |
| 아티스틱스위밍 | 빈칸 | 2    | 2    |
| 육상           | 3    | 4    | 7    |
| 배드민턴       | 1    | 0    | 1    |
| 카누           | 1    | 5    | 6    |
| 사이클         | 6    | 2    | 8    |
| 승마           | 2    | 3    | 5    |
| 골프           | 2    | 1    | 3    |
| 체조           | 0    | 1    | 1    |
| 유도           | 2    | 4    | 6    |
| 가라테         | 0    | 1    | 1    |
| 근대5종        | 1    | 0    | 1    |
| 조정           | 0    | 3    | 3    |
| 요트           | 3    | 3    | 6    |
| 사격           | 1    | 1    | 2    |
| 스케이트보드   | 0    | 1    | 1    |
| 스포츠클라이밍 | 1    | 1    | 2    |
| 수영           | 5    | 2    | 7    |
| 탁구           | 3    | 3    | 6    |
| 테니스         | 2    | 0    | 2    |
| 트라이애슬론   | 2    | 2    | 4    |
| 역도           | 1    | 1    | 2    |
| 전체           | 36   | 39   | 75   |

## 같이 보기
- 올림픽 오스트리아 선수단